# Calliostoma ticaonicum
Calliostoma ticaonicum là một loài ốc biển, là động vật thân mềm chân bụng sống ở biển thuộc họ Calliostomatidae.

## Miêu tả
The sharply conical shell is elevated but still rather small: 5 – 20 mm. Its color goes from a yellowish-brown to a pale pink. The whorls are slightly angled, sculptured with fine spiral cords. The base is almost flat with the umbilicus absent.

## Phân bố
Loài này có ở biển around the Philippines and Japan.